# 宗形氏尚
宗形 氏尚（むなかた の うじなお）は、宗像大社（現在の福岡県宗像市に存在）の第11代大宮司。「宗形」は「宗像」とも表記する。宗形氏季の子という。子に氏信、氏広、氏次がいる。